# Pietro Giuseppe Gaetano Boni
Pour les articles homonymes, voir Boni.
Pietro Giuseppe Gaetano Boni (né dans la seconde moitié du XVIIe siècle, probablement mort à Bologne vers 1750) est un compositeur italien de la période baroque.

## Biographie
Il est peut-être identique à Giovanni Boni.

## Œuvres

### Musique instrumentale
- Douze sonates pour violoncelle et basse, Op. 1 Rome, 1717
- Divertimenti per camera a violino, violone, cimbalo, flauto e mandola, Op. 2, Rome, 1730
- Dix sonates, Op.3, Rome, 1741
- Douze sonate pour violon et basse, (manuscrit)
- Une sonate pour violon, viole et basse

### Musique vocale
- Cantate à deux voix pour il Santissimo Natale (Rome, 1716)
- Cantate da recitarsi la notte del Santisimo Natale « Ritorno a voi mortali » (texte de Silvio Stampiglia), Rome, 24 décembre 1718
- Cantate et symphonie (pour la fête de Santa Maria della Lettera), Rome, 9 décembre 1720
- Santa Rosalia, oratorio (Bologne, 1726)
- Cantate per la notte di Natale (Pérouse, 1719)

### Opéras
- Il figlio delle Selve (livret de Carlo Sigismondo Capece), créé à Modène le 29 décembre 1700
- Tito Manlio (livret de Matteo Noris), créé à Rome le 8 janvier 1720

## Sources
1. ↑  « Boni, Giovanni », sur classicalwinds.com (consulté le 15 avril 2023).